# ساوک ویلج (ایلینوی)
ساوک ویلج (به انگلیسی: Sauk Village) یک روستا در ایالات متحده آمریکا است که در ایلینوی واقع شده‌است. ساوک ویلج ۱۰٫۰۶ کیلومتر مربع مساحت و ۱۰٬۵۰۶ نفر جمعیت دارد.